# 北平和谈
北平和谈是第二次國共內戰期間，中国共产党代表团与中華民國政府代表團（以國民政府代表团名義）於1949年4月在北平进行的停火谈判。中国共产党要求同年4月1日起在北平进行谈判。4月13日至4月15日，双方代表团进行实质磋商，拟定《国内和平协定（最后修正案）》，并商定于4月20日签字。4月20日晚，中华民国政府要求代表团拒绝签字，談判隨即破裂。4月21日凌晨，中国人民革命军事委员会主席毛泽东、中国人民解放军总司令朱德发布《向全国进军的命令》，中国人民解放军随即发起渡江战役，進攻長江之南由國民政府所控制的地區。

## 背景
1949年初，中国人民解放军在三大戰役；遼瀋戰役、淮海战役、平津战役大獲全勝，中國國民黨在中国东北地区和華北全面失去控制。1月14日，《中共中央主席毛泽东发表关于时局的声明》，提出和平谈判的八项条件。1月16日，在南京立法委員多人致函孫科，希望政府立即派定商當人選，與中國共產黨方面商談，以「尋求促成和平之有效途徑」:8780。同時，「華北人民和平促進會」亦電籲雙方停戰為之呼應:134。當天晚上，蔣介石為著「和談」問題，邀約中國民主社會黨及中國青年黨代表及有關人員討論時局，並對毛澤東廣播及政策交換意見:134。會中，邵力子主張「無條件投降」:134。1月19日，行政院政務會議討論時局對策，決議並聲明：「政府為遵從全國人民之願望，祈求和平之早日實現，特鄭重表示，願與共方先行無條件停戰，並各指定代表，進行和平談判。」:8784。1月21日，蔣介石發表「引退」文告，並提出由李宗仁「依法執行總統職權，與中共進行和談」:8786。1月22日，李宗仁发表文告，宣布就任代總統職，宣稱：「自今以後，政府工作目標在集中於爭取和平之實現：個人服務方針，亦夙以人民意志為依歸。」:87871月22日，李宗仁電邀李濟深、章伯鈞、張東蓀等，共同策進「和平運動」:141。1月22日晚上，李宗仁与刘仲华、黄启汉会谈，派遣二人以李宗仁、白崇禧私人代表身份秘密往北平，“再三嘱咐，要求中共体谅他的处境，暂时停止军事进攻。”1月23日下午，刘、黄二人乘坐一架空军运输机到达北平；25日原北平市长何思源宴请二人；27日，徐冰进城接二人到颐和园，当晚，叶剑英接见二人；28日，叶剑英、徐冰、莫文骅设午宴招待二人；29日上午，黄启汉搭乘空军最后一架撤离北平的运输机回南京，刘仲华留北平负责联络。2月1日周恩来“以中共中央名义起草回电，肯定叶剑英同黄启汉、刘仲华的谈话”。
另由行政院會議決定：派邵力子、張治中、黃紹竑、彭昭賢、鍾天心等為代表，並指定邵力子為首席，等候中國共產黨代表，於雙方同意之地點，進行「和談」:141。 
1949年2月1日，李宗仁決定派「人民代表」顏惠慶等「前往北平求和」:148。中國共產黨表示拒絕「南京的和平代表團」前往:148。在甘介侯的策划下，李宗仁前往上海拜访社会名流章士钊、颜惠庆、江庸等人，请其以私人身份北上，呼吁和平。李宗仁当天回京，留下甘介侯在沪协助邵力子组织“上海人民和平代表團”，相继北上试探中共方面对和平的态度。2月5日，行政院遷移廣州辦公，南京只保留代總統辦公室:169。2月5日，李宗仁私人代表甘介侯，「組織李氏之私人代表團，由顏惠慶、章士釗、江庸、凌憲揚、歐元懷、侯德榜六人為代表」:150，準備赴北平，「試探和談」:150。惟中國共產黨廣播：「不承認李所代表之南京政府」:150。甘介侯认为：“代表团此行‘唯一任务为从事敲门，敦促中共迅即指派和谈代表，并决定和谈之时间、地点，以便政府代表团前往开始和平商谈。’”。2月5日当日，毛泽东以中共发言人的名义驳斥甘介侯，强硬声明“我们对于任何方面的人暂时均不准备接待。”中共指派刘仲华返回南京，转告李、白二人中共的实质要求。「南京人民和平代表團」由南京“中国人民和平促进会”及各大学教授国策研究会八人出面组成，于2月6日从南京经青岛飞抵北平；中共“仅给代表团以私人的和参观的名义”“并不得有记者前来”。2月7日，北平市军管会主席叶剑英“根据中共中央指示，在北平接待「南京人民和平代表團」，就和平谈判问题同他们进行了交谈。”。2月7日，新华社发言人称：“甘介侯声明颜惠庆、章士钊等六人组织之和平代表团，将于二三日内飞往北平”。2月7日，中共中央致电叶剑英等：“甘介侯，他是从事和平攻势的政治掮客，我们绝不许其来平。如果他混来了，叶剑英拒绝接见，并将其驱逐出北平。如果邵力子已至青岛，而又声明是私人资格，则可允许他与颜惠庆等一同来北平，否则不许他来。电报中对颜惠庆、章士钊等应表示尊重态度，对甘介侯则表斥责态度。”2月8日叶剑英与南京民间代表团进行了长谈。2月8日，李宗仁私人代表顏惠慶、章士釗、江庸等，「原定今日飛往北平」:152。李宗仁再次赶到上海，凌憲揚、歐元懷、侯德榜不愿参与，最终决定以顏惠慶、章士釗、江庸三人以“上海人民和平代表團”名义相继北上，试探中共态度。2月9日，北平市委书记彭真与叶剑英把与「南京人民和平代表團」谈话的情况向在西柏坡的中共中央做了汇报。2月10日中共中央复电彭叶肯定其“对南京代表团所取态度是适当的”，“可向和桂系有关的代表暗示，只要桂系今后行动是站在有利于人民解放事业及能达到真正持久和平之目的，我们是不会拒绝他们的。”2月11日，「南京人民和平代表團」返回南京；临行前，代表团发言人在取得中共方面同意后，发表公开谈话称：“叶剑英将军态度异常诚恳，表示愿将吾人意见转呈中共中央，并告以中共对于和平向具诚意，如南京政府确有和平诚意的事实表现，吾人当准备与他们谈判，以期有利于获得有利于人民的真正和平。”2月13日，上海和平代表團顏惠慶、邵力子、章士釗等一行飛赴北平，準備與中國共產黨「談判」:154。除了“上海人民和平代表團”三人外，还有个人身份北上的邵力子，李宗仁派往北平担任联络工作的黄启汉、刘仲华（已经提前到达北平），负责联系南北通航的金山，以及颜、章、江、邵四老的秘书等十余人，黄启汉的妻子李素平、刘仲华的妻子及3个女儿，一起从上海经青岛（加油时发现飞机机翼损坏住了一晚）飛赴北平。14日下午抵达北平，入住北平六国饭店；北平军管会交际处长王拓、副市长徐冰、刘仲华前往机场欢迎。2月17日，北平市政府召开欢迎晚会，叶剑英与四老恳谈。2月22日，刘仲华陪同代表团前往石家庄，周恩来与四老会谈；2月24日毛泽东与四老会谈，达成八点秘密协定，这个协定只交给李宗仁。2月27日刘仲华陪同代表团回到南京。
中国共产党方面，中国人民解放军第三野战军在2月20日向所属各部发布“京沪杭战役预备命令”。2月25日，中国共产党中央军事委员会电示中国人民解放军第二野战军、第三野战军：3月中旬或下旬，应准备占领浦口及炮击南京。
3月3日，李宗仁指定：「吳鐵城先生、邵力子等十人，研討與」中國共產黨「和談方案」:164。3月8日孙科内阁辞职，李宗仁决定由何应钦组阁，以分化蒋系。3月22日，李宗仁要求中共在麻城、罗田等地的军队停止前进。中共“决定联合李、白反对蒋党”并下令前线部队暂停向花园镇及其以南推进。3月25日，李宗仁復派邵力子、黃紹竑、張治中、章士釗、李蒸組成和談代表團，邵力子為首席代表:8851。李宗仁、何应钦政府决定组织“南京政府和平商谈代表团”，代表3月28日有增加刘斐，秘书长卢郁文，顾问屈武、李俊龙、金山（已在北平）、刘仲华（同时为李宗仁的联络员，负责代表团的联络、交通）。3月26日，中國共產黨廣播稱：「中共中央決定：㈠談判定4月1日開始；㈡談判地點在北平；㈢中共中央派周恩來、林伯渠、林彪、葉劍英、李維漢等為代表，以周恩來為首席代表」:172-173，正式通知李宗仁與南京中國國民黨「所派代表團」:173恢復會談。中共中央与南京方面的代表团举行谈判，按照1月14日毛泽东主席对时局的声明及其所提八项条件为双方谈判的基础。

## 過程
3月31日上午，南京代表团秘书长卢郁文带领秘书处工作人员乘中央航空公司专机飞北平。4月1日，南京和談代表團由張治中任團長，成員有邵力子、黃紹竑、章士釗、李蒸、劉斐等，由南京飛抵北平南苑機場:176。南京代表团全部代表及顾问、秘书随员等19人，乘天王号专机飛抵北平，北平副市长徐冰、中共和谈代表团秘书长齐燕铭、第四野战军参谋长刘亚楼到机场欢迎。顧問屈武以及李俊龍、金山一行9人，於上午乘中国航空公司專機，在機場發表書面談話，表示「謹慎地秉承政府的意旨，以最大的誠意，和中共方面進行商談，希望能夠獲得協議，使真正永久的和平，得以早日實現」:8859-8860。下午專機抵北平:8860。晚上，周恩來、林伯渠、林彪、葉劍英、李維漢、聶榮臻等在六國飯店公宴南京代表團一行:8860。下午6時，宴後周恩來、林伯渠與張治中、邵力子交談:8860。周恩來指出張治中離開南京前往溪口見蔣介石，完全是為加強蔣的地位，淆亂視聽，表示不能接受「這種由蔣導演的假和平」:8860。張治中解釋說，見蔣是形式上的禮貌，借此消除和平的暗礁:8860。並表示他當盡一切努力爭取和談成功:8860。
4月2日，國共雙方和談代表分別就中共八項條件個別交換意見:8861。南京代表提出雙方軍隊自即日起守原防就地停戰:8861。對懲治戰犯，除邵力子外，均不同意:8861。中國共產黨不允，要求国民政府江南憲警必須全部撤退，而政府則可暫維現狀:176；並着李宗仁、白崇禧、何應欽、顧祝同、于右任、居正等「皆去北平」:176。同日，毛泽东会见刘仲容，要他向李宗仁、白崇禧转告：一、李宗仁的政治地位可以暂時不动，照样在南京发号施令；二、桂系军队只要不出击，中共也不动它，待将来具体商谈；三、关于国家统一问题，国共双方正式商谈时，如李宗仁出席，毛泽东也出席；如李不愿来，由何应钦或白崇禧当代表亦可，中共方面則派周恩来、叶剑英、董必武参加，来个对等:8861。地点在北平，不能在南京，双方协商一致后，成立中央人民政府，那时南京政府的牌子就不要挂了；四、希望李宗仁、白崇禧拿定主意，不要上美国和蒋介石的大当:8861。同日，蒋介石由溪口向广州中国国民党中央党部发出关于和谈原则的三条补充指示：「㈠和谈必须先订停战协定；㈡共军何日渡江，则和谈何日终止；㈢其破坏责任应由共方承担。」:8861。
4月5日上午9時，和談預備會議開始:169。國共雙方和談代表於懷仁堂舉行全體會議:8864。中國共產黨方面對南京政府所持的基本意念與和平談判的基準，「備戰謀和」的動向與「停戰謀和」的意向，以及蔣介石及各地區官員對和平的態度與戰爭的觀點等深表疑慮:8864。中國共產黨通過李宗仁私人代表劉仲容向李宗仁提出雙方建立聯合委員會的建議，毛澤東任主席，李宗仁任副主席，4月12日以前成立:8864。李宗仁到北平，共同整編國軍、沒收官僚資本等事宜:8864。同日，刘仲容、朱蕴山、李民欣、刘子衡飞抵南京:8864。
4月7日，李宗仁向中國共產黨建議「隔長江而分治」:178。中國共產黨則堅持「無論和、戰，均須過江」:178。4月8日，毛澤東對張治中等和談代表發表談話:179。4月13日，和談第一次正式會議，在北平舉行:182。中國共產黨闡述其立場與協定草案之理由:182。周恩來復提出《國內和平協定》，除前述之要求外，另列舉8條24款，限5日內接受，並聲稱解放軍須在協定簽字後3日內渡江:169。
4月11日，刘仲华回南京送文件之际，接走邵力子夫人傅学文同机飞北平。

## 破裂
4月15日，和談第二次正式會議，仍在北平舉行:183。周恩來將修正後之《國內和平協定（最後修正案）》，限張治中等4月20日簽字，並表示不論戰爭或和平，屆時解放軍一定渡過長江:169。4月16日，南京代表团派黄绍竑代表和屈武顾问携带文件返南京请示。4月17日，中國共產黨堅持渡江要求:185。中國國民黨和談指導委員會派居正、吳鐵城、朱家驊攜黃紹竑帶回之《國內和平協定》及和談記錄往溪口請示蔣介石:8878。李宗仁向中國共產黨「要求展緩簽訂協日期」:185。4月18日，中國國民黨中央執行委員會發表對和談聲明，重申必須依據中常會本月7日關於和談「五項原則」的決議:8878。4月19日，中國國民黨和談指導委員會會商《國內和平協定》，決定拒絕解放軍渡江和由中國共產黨負責整編國軍兩項，對於聯合政府等項提出修改意見:8880。行政院予以拒絕簽字，因協定比「八項和平條件」更苛刻。4月20日，中國國民黨中央常務委員會發表聲明，拒絕接受《國內和平協定》:8880。国民政府與中國共產黨之最後「和談」因之破裂，張治中、邵力子等，則於4月23日投向中國共產黨:170。张治中的夫人也被安排秘密搭乘中航飞机飞北平。解放軍50萬人全面向江南進攻，欲以武力壓迫「政府簽訂投降式之協定」:186，渡过長江:170。4月21日，毛澤東、朱德發佈總攻擊令，於是解放軍林彪、彭德懷等部，亦分別對漢口及西安進攻:170。渡江战役開始。

## 文艺作品
- 电视剧《北平和談》
- 电视剧《香山叶正红》

### 引用
1. 1 2 3 4 5 6 7 8 9 10 11 12 13 14 15 16 17 18 19 20 21 22 23 24 25 26 27  李新總主編，中國社會科學院近代史研究所中華民國史研究室編，韓信夫、姜克夫主編 (编). . 北京: 中華書局. 2011.
2. 1 2 3 4 5 6 7 8 9 10 11 12 13 14 15 16 17 18 19 20 21 22 23 24 25 26 27  蔣經國. . . 台北: 正中書局. 1988.
3. 1 2 3 4 5 6 7  李守孔. . 台北: 三民書局. 1973. ISBN 9571406635.
4. ↑  南京市档案馆 (编). . 北京: 中国档案出版社. 2009: 689. ISBN 9787510500169.
5. ↑  寒山碧：《鄧小平從南京打到成都》
6. ↑  寒山碧：《鄧小平從南京打到成都》